# Codex Mendoza

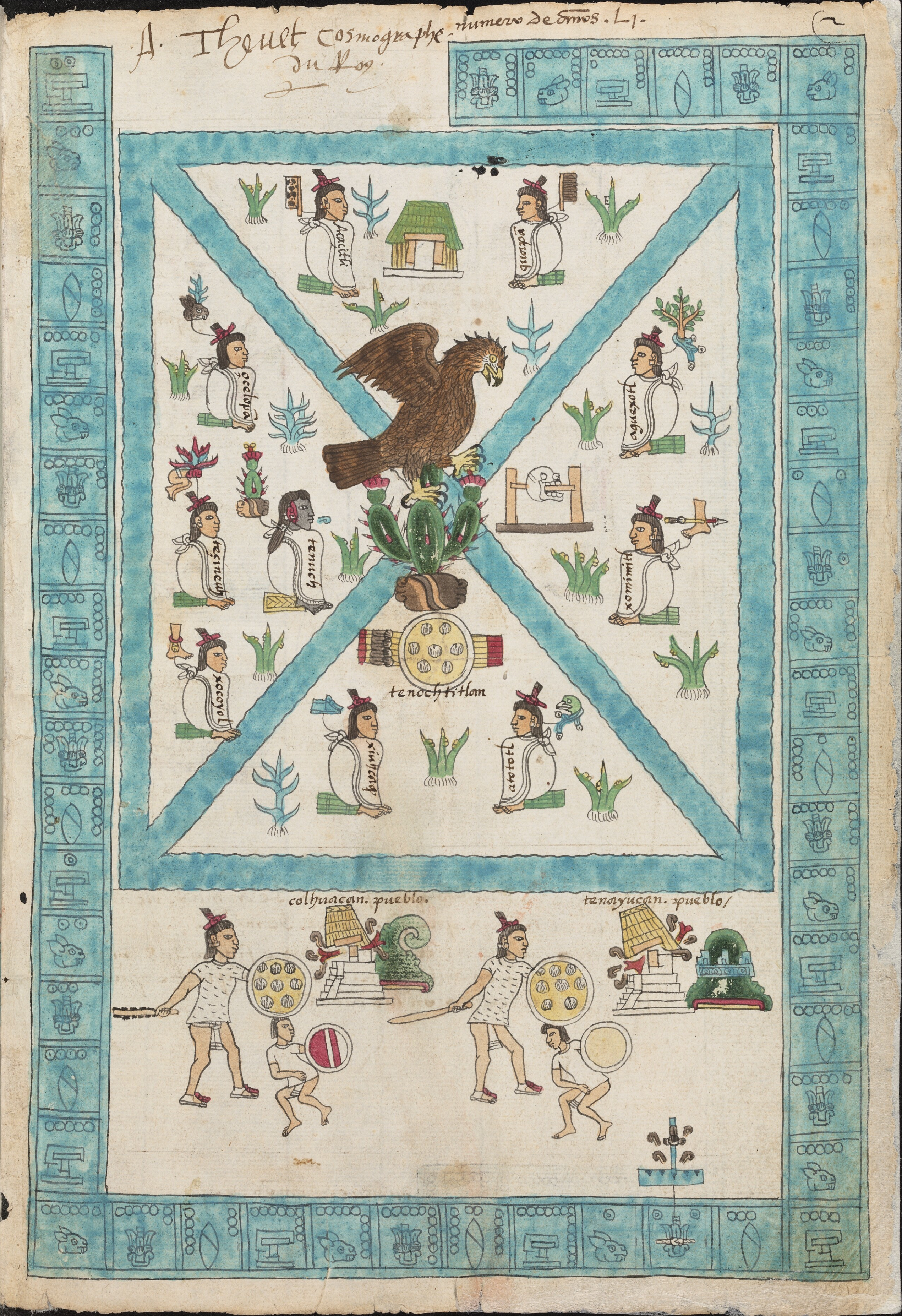
Prima pagină a Codexului Mendoza.

Codex Mendoza este un codice aztec, creat aproximativ la douăzeci de ani după cucerirea spaniolă a Mexicului cu intenția de a fi văzut de Carol Quintul, împărat romano-german și rege al Spaniei. Codexul conține o istorie a conducătorilor azteci și a cuceririlor lor, o listă cu tributul plătit de către cei cuceriți, precum și o descriere a vieții de zi cu zi a aztecilor. Sunt folosite pictograme tradiționale aztece cu explicații în spaniolă și comentarii.

## Denumire

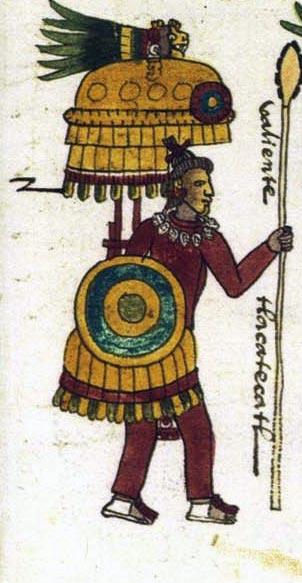

Codexul este denumit după Antonio de Mendoza, ajuns vicerege al coloniei Noua Spanie, care posibil să-l fi comandat.  Este, de asemenea, cunoscut și sub denumirea Codexul Mendocino sau La coleccion Mendoza și se află la Biblioteca Bodleian de la Universitatea Oxford din 1659.  A fost prezentat într-o expoziție publică pe 23 decembrie 2011.

## Istorie
Codex Mendoza a fost creat în mare viteză în Ciudad de México pentru a fi trimis cu ajutorul unei corăbii în Spania. Flota a fost atacată de corsari francezi și codexul împreună cu restul încărcăturii a ajuns în Franța unde a intrat în posesia lui André Thévet, cosmograful regelui Henric al II-lea. Thévet și-a trecut numele său în cinci locuri pe codex, de două ori cu data 1553.  Acesta a fost cumpărat ulterior de englezul Richard Hakluyt pentru 20 de franci francezi. Puțin timp după 1616 codexul a ajuns în posesia lui Samuel Purchase și apoi la fiul său, după care a ajuns în mâinile lui John Selden. Codexul a fost depus în Biblioteca Bodleian de la Universitatea Oxford în 1659, la 5 ani după moartea lui Selden, unde a rămas în obscuritate până în 1831, atunci când a fost redescoperit de vicontele de Kingsborough care l-a adus în atenția savanților.  

## Conținut
Scris pe hârtie europene, acesta conține 71 de pagini, fiind împărțit în trei secțiuni: *secțiunea I, 16 pagini, prezintă o istorie a poporului aztec din 1325 pândă în 1521 - de la întemeierea cetății Tenochtitlan până la cucerirea spaniolă. Această secțiune enumeră perioada de domniei a fiecarui conducător și orașele cucerite de ei.
- Secțiunea a II-a, 39 pagini, furnizează o listă cu orașele cucerite de tripla alianță și tributurile plătite de către fiecare.
- Secțiunea a III-a, 16 pagini, este o descriere picturală din viața cotidiană a aztecilor.

### Secțiunea I

#### Galerie

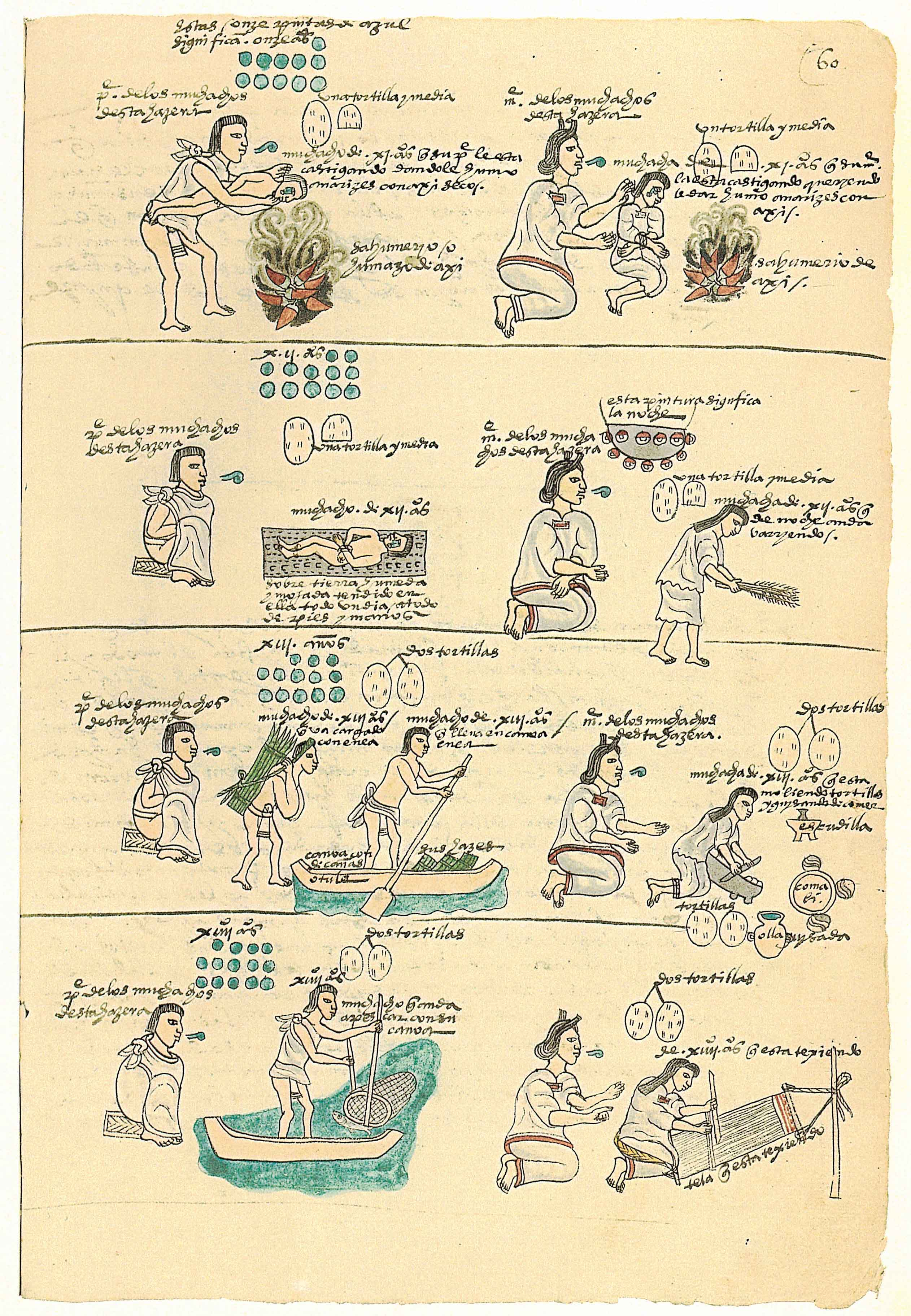
Folio 60 faţă Pedepse şi muncile unor copii de 11-14 ani.
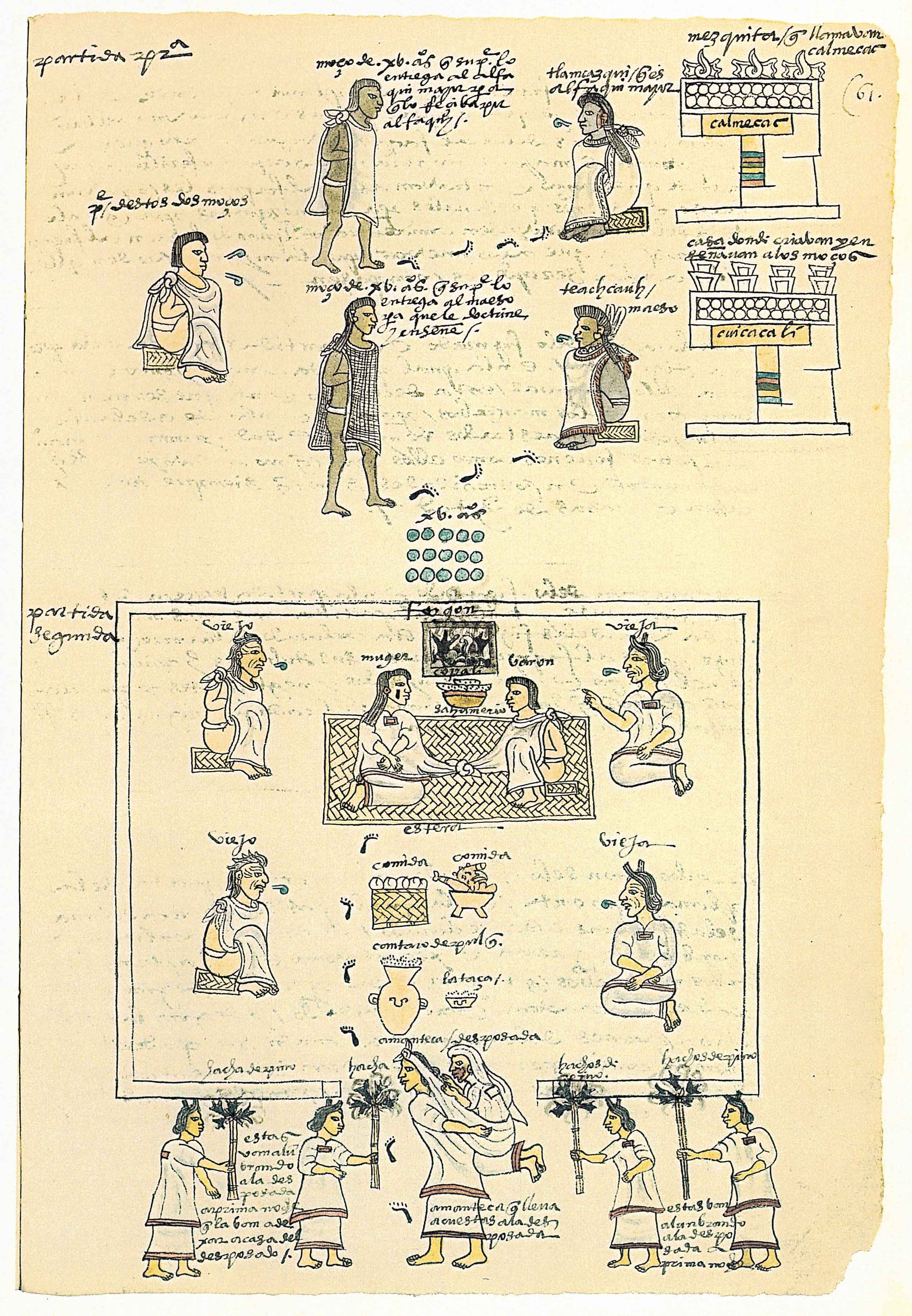
Folio 61 faţă (top) Un băiat de 15 ani la începe pregătirea de militar sau preoţie. (jos) O fată de 15 ani se căsătorește.
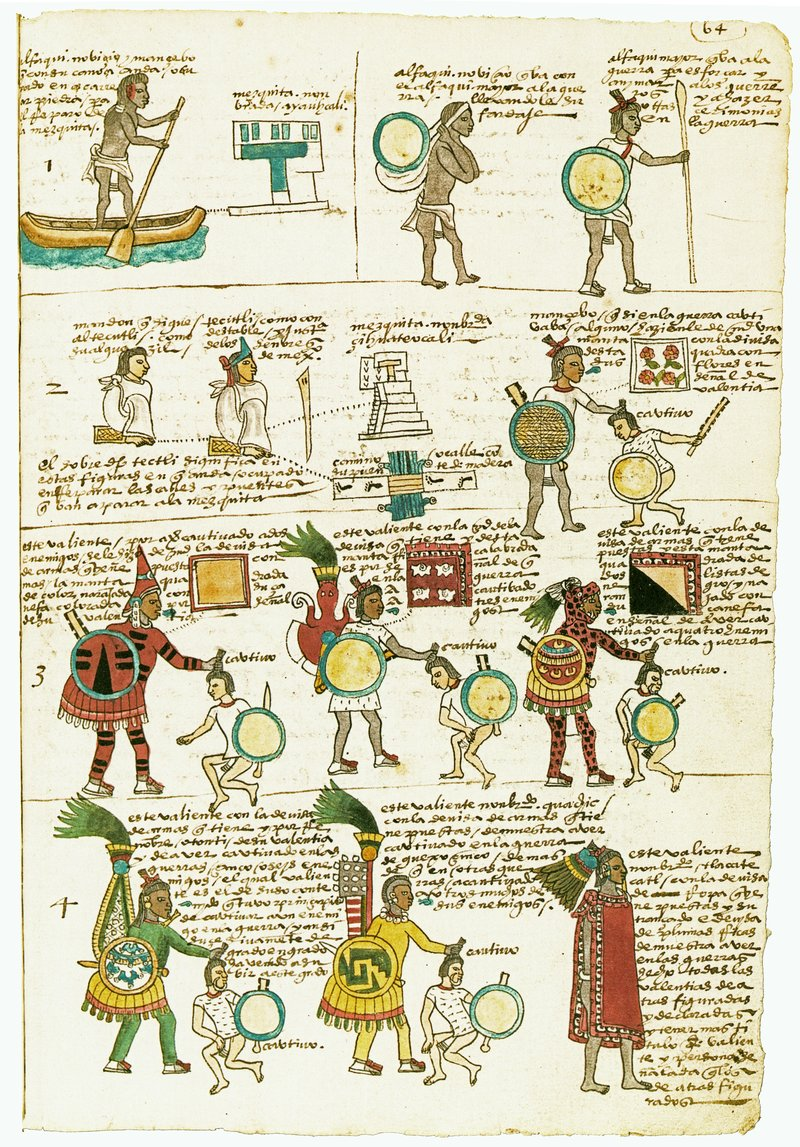
Folio 64 faţă (top) Îndatoririle şi drepturile preoţilor începători. (jos) Rangurile atribuite războinicilor.
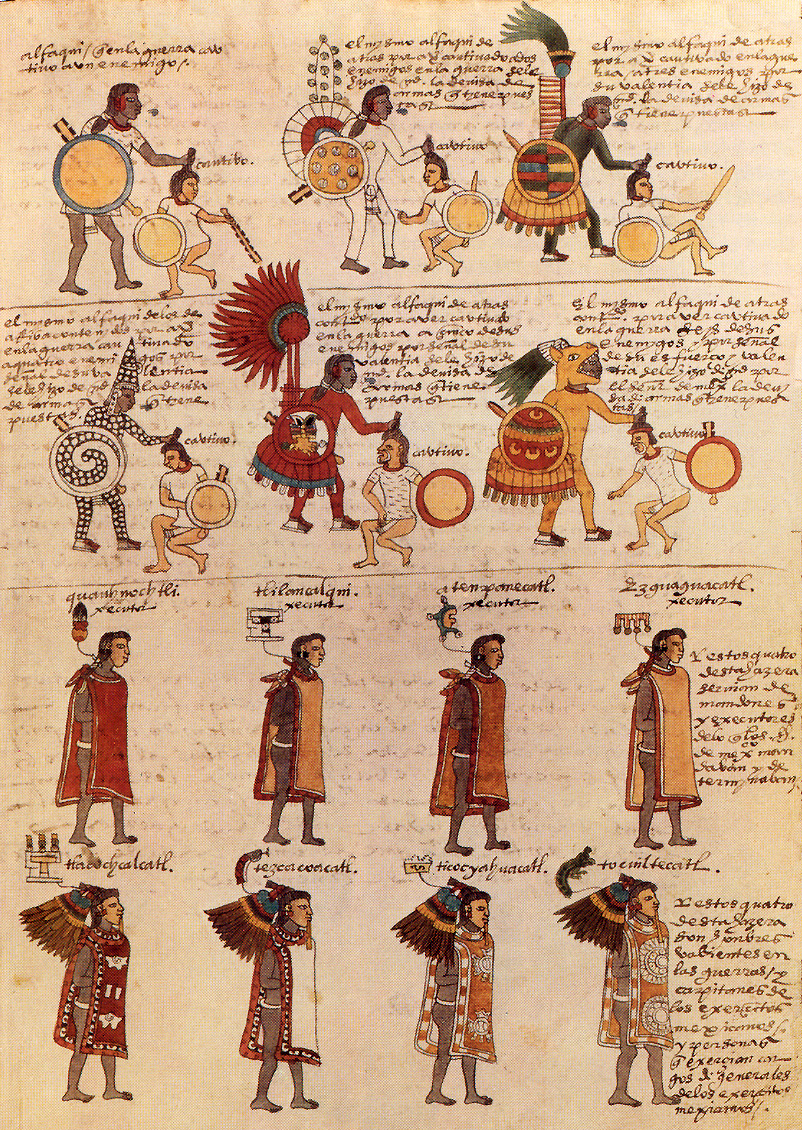
Folio 65 faţă (top) Rangurile atribuite preoţilor-războinici. (jos) Ofiţeri imperiali.
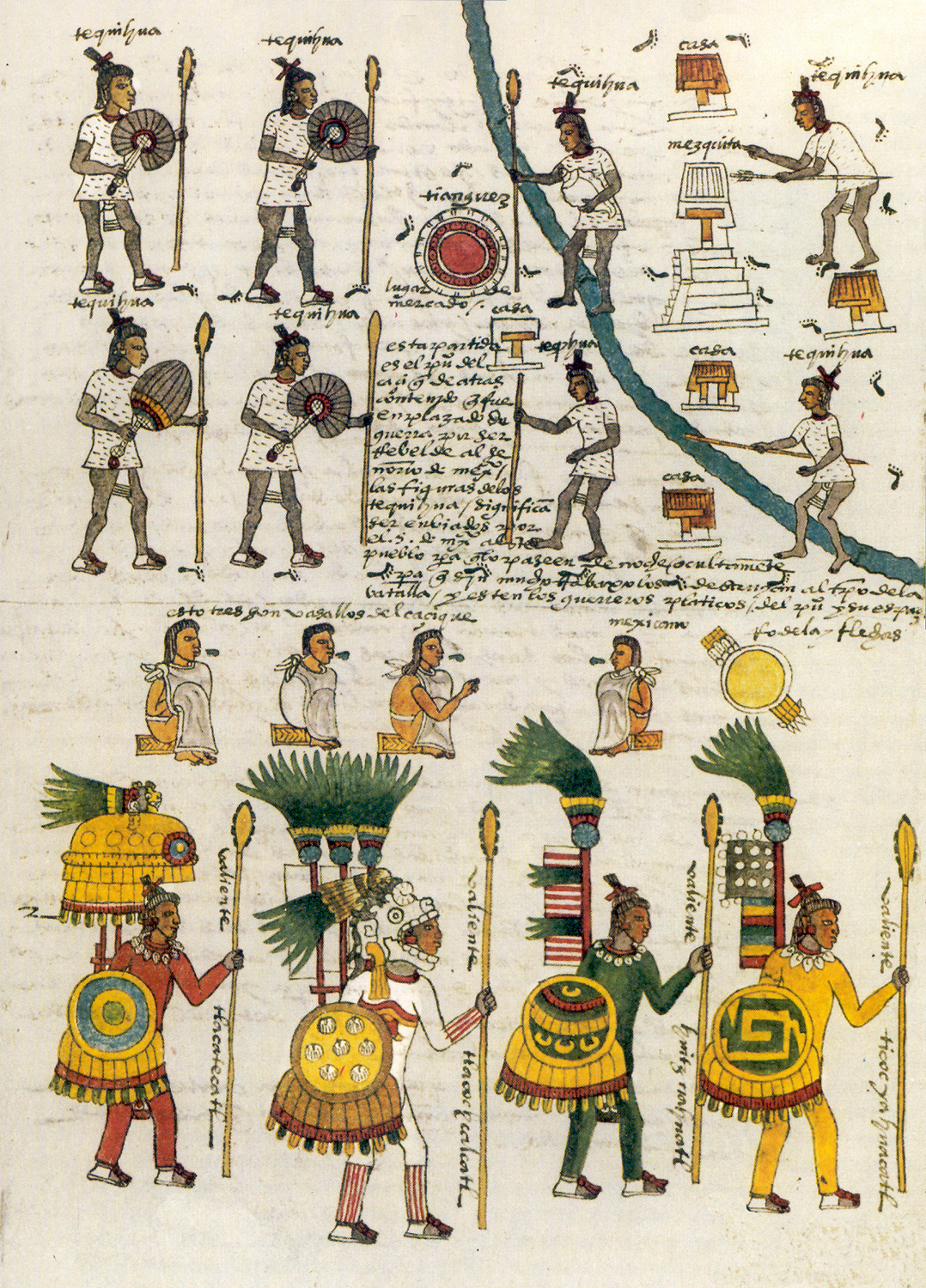
Folio 67 faţă (top) Războinici în misiune de cercetare pe timp de noapte a unui oraș în vederea pregătirii unui atac. (mijloc) Negocieri după capitulare. (jos) Comandanţi de rang înalt.
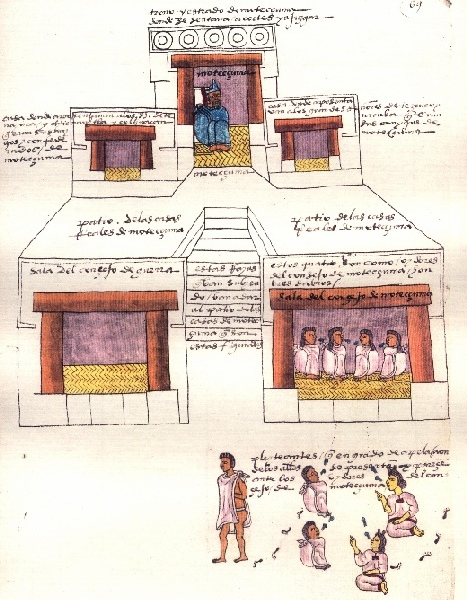
Folio 69 faţă Palatul lui Montezuma al II-lea.

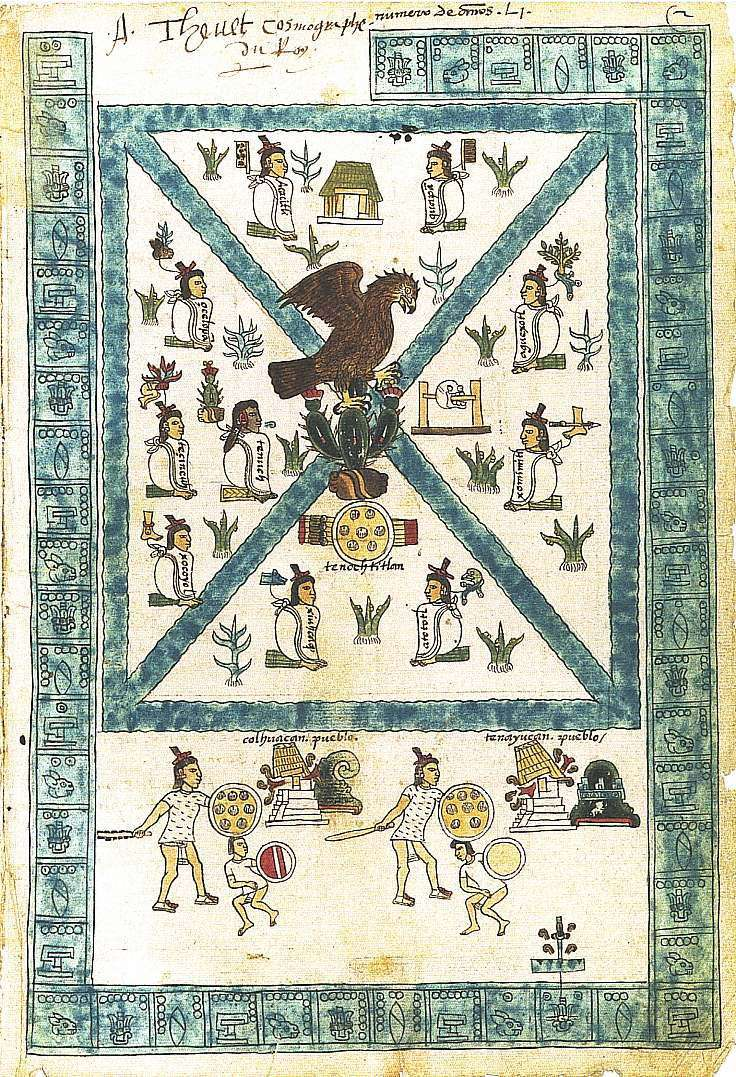
Folio 2 faţă Întemeierea orașului Tenochtitlan.
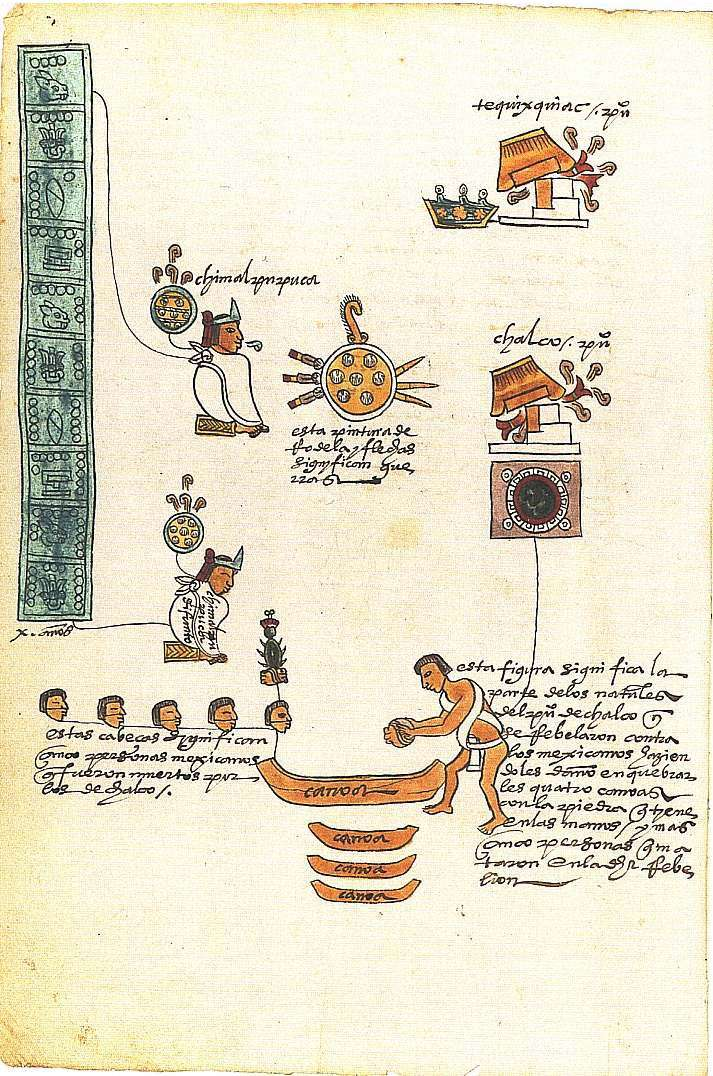
Folio 4 verso Cucerirea cetății Chimalpopoca.
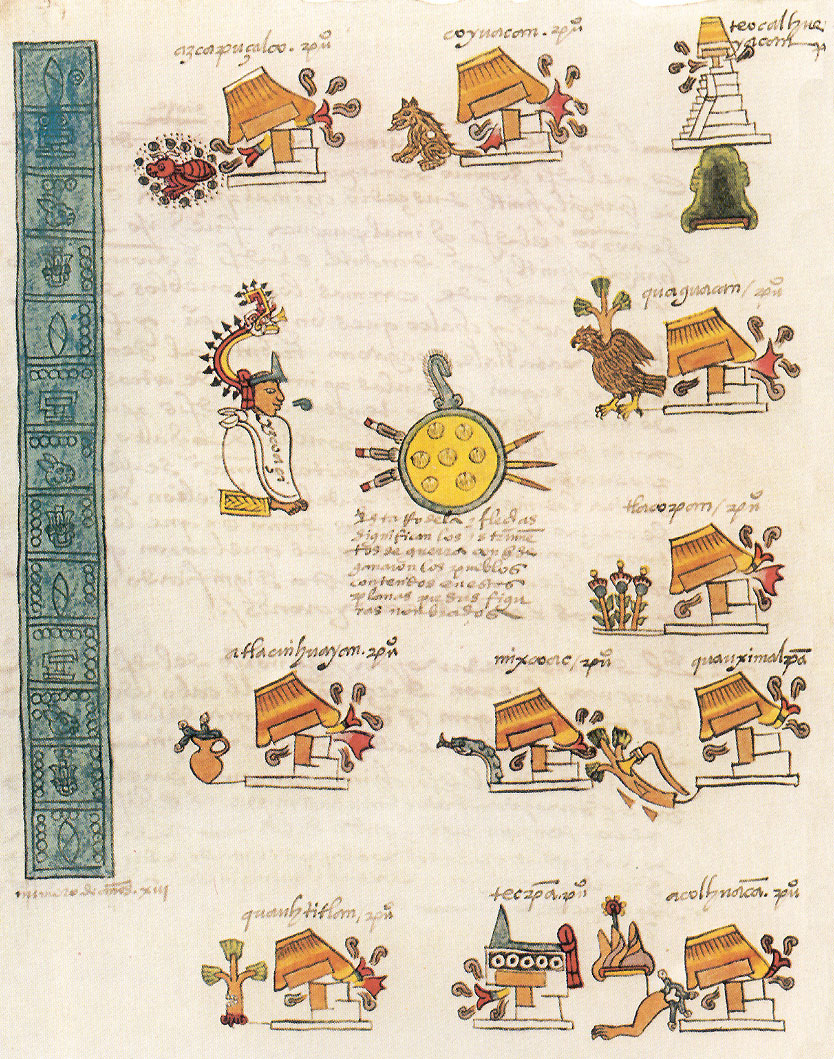
Folio 5 verso Cucerirea cetății Itzcoatl.
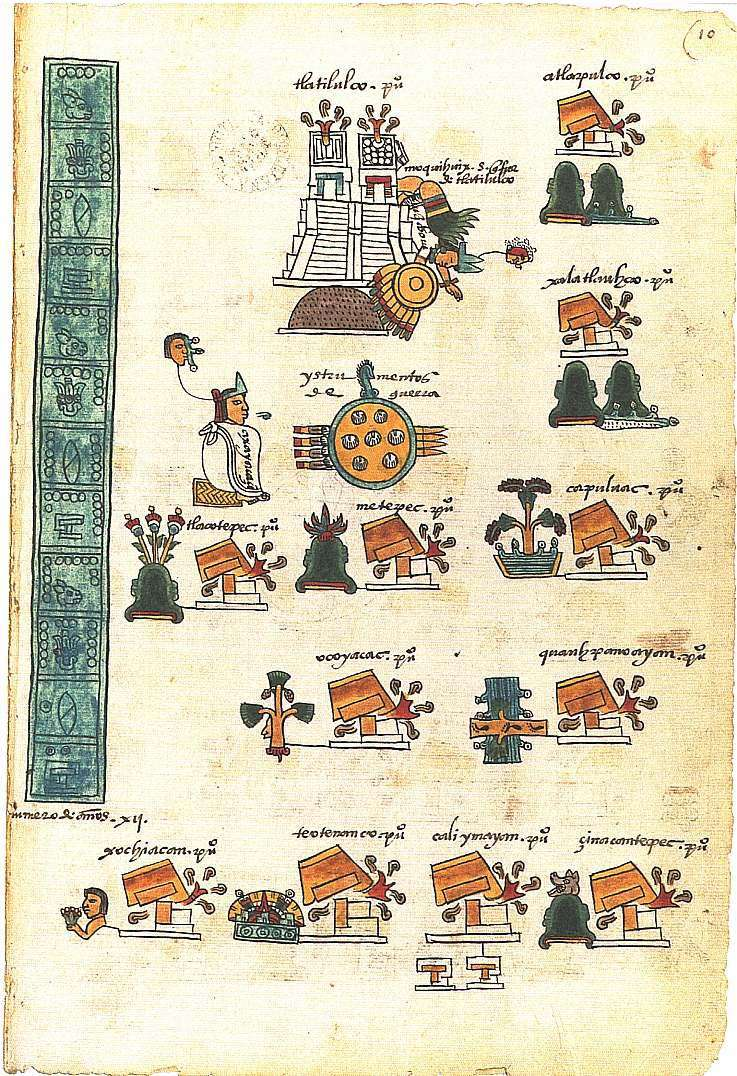
Folio 10 faţă Cucerirea cetății Axayacatl.
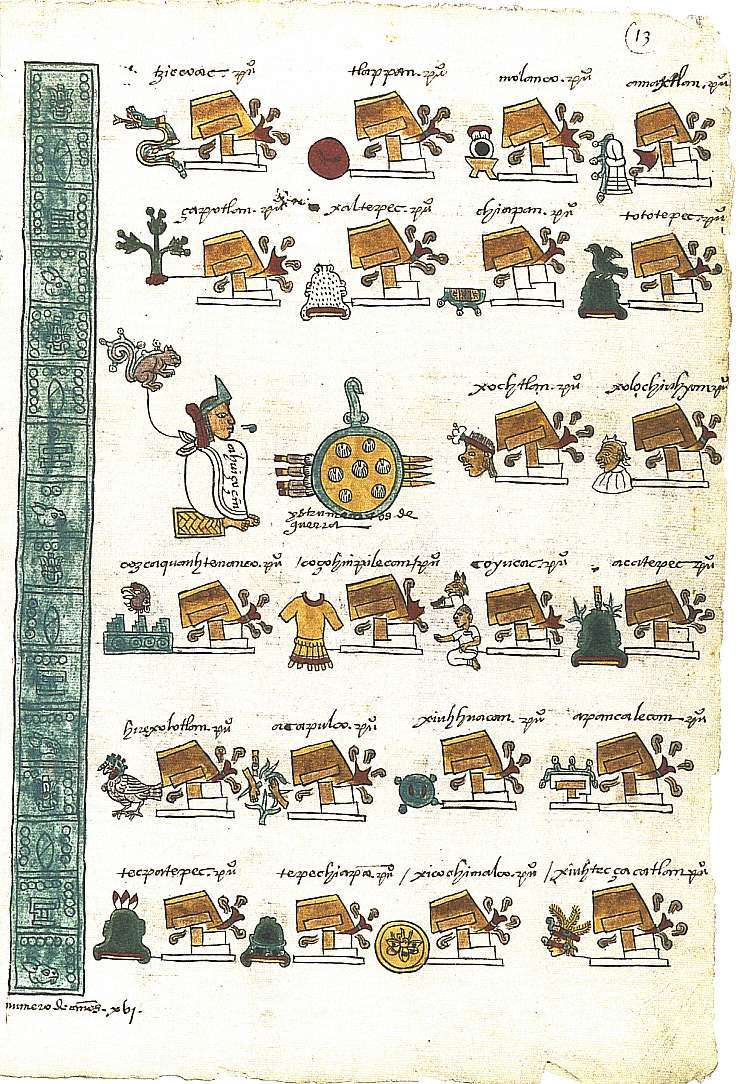
Folio 13 faţă Cucerirea cetății Ahuitzotl.

### Secțiunea a II-a

#### Galerie

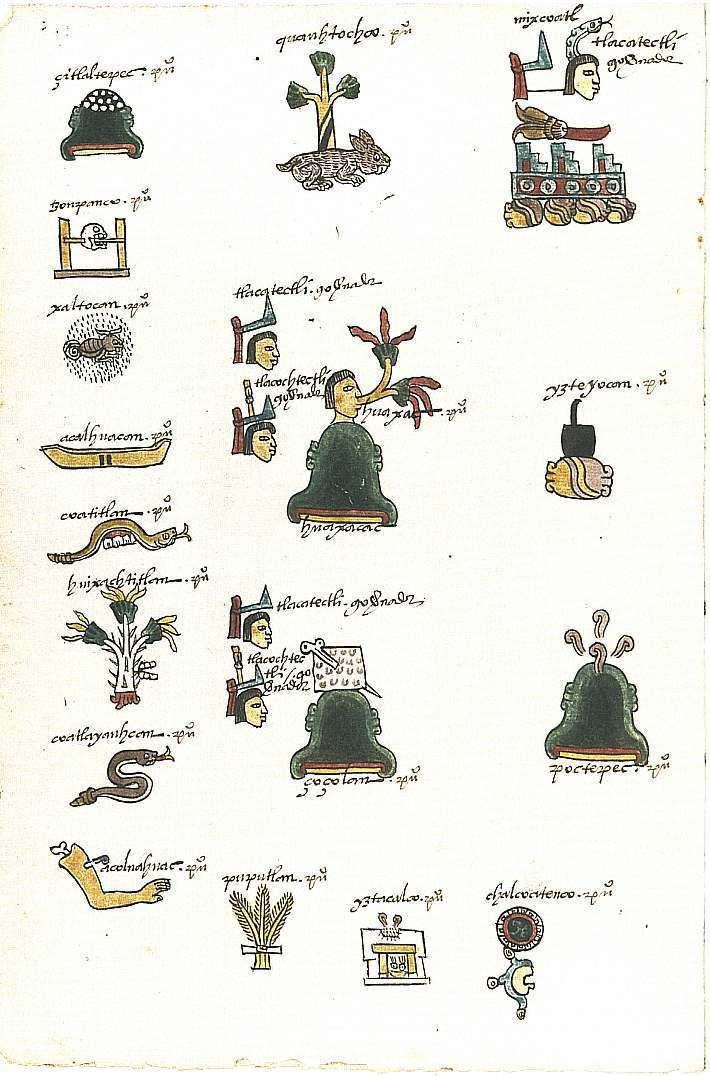
Folio 17 faţă
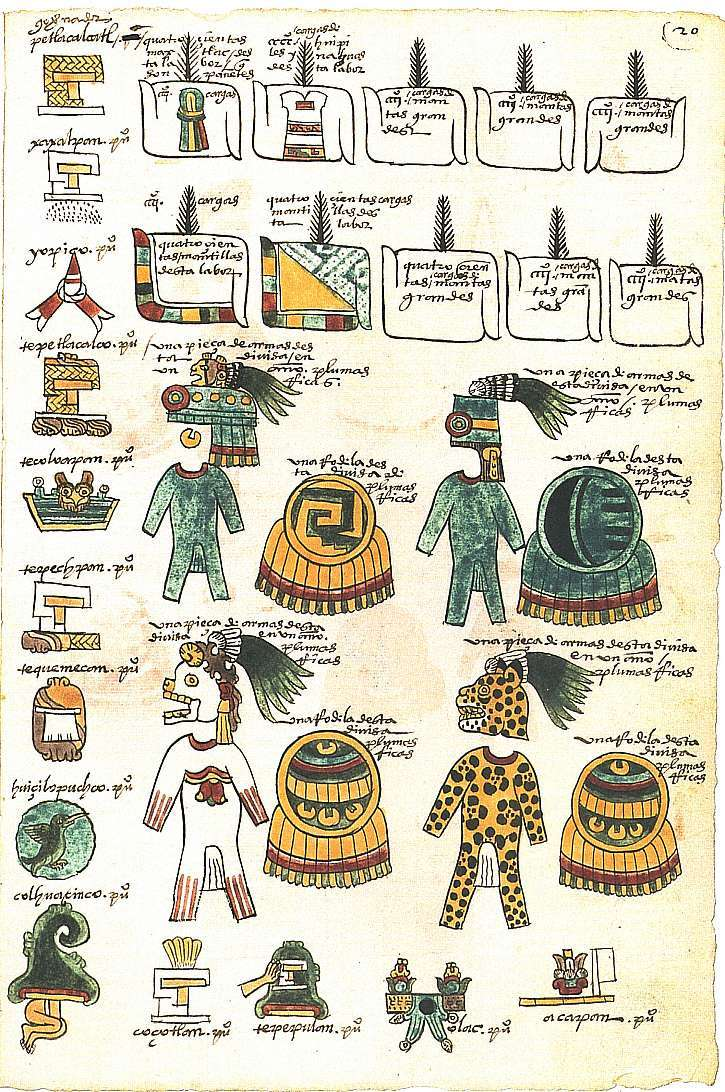
Folio 20 faţă
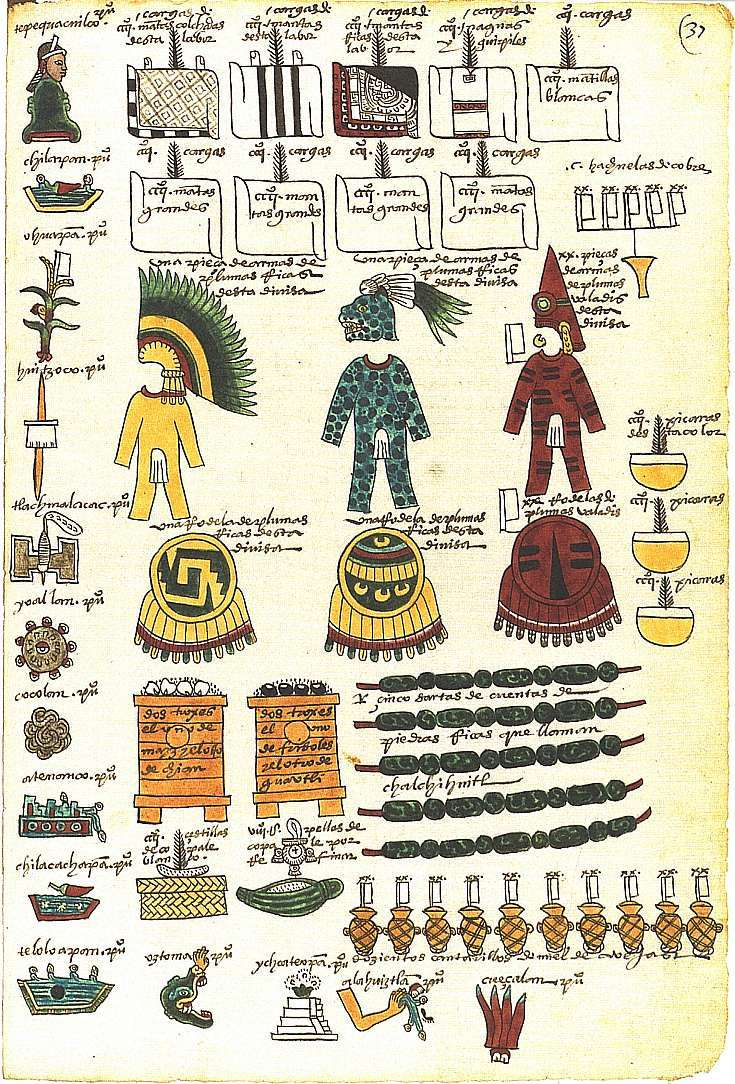
Folio 37 faţă
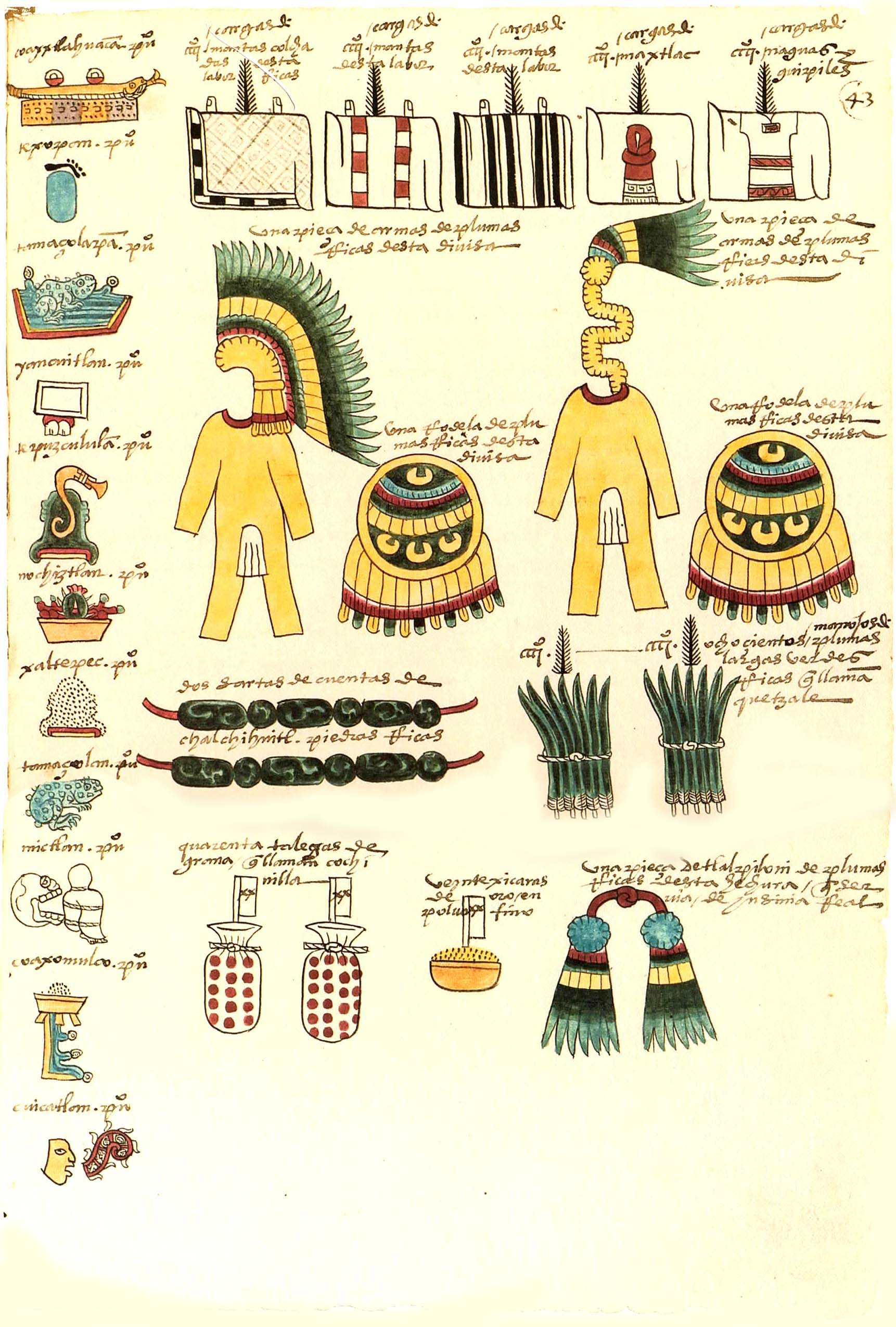
Folio 43 faţă
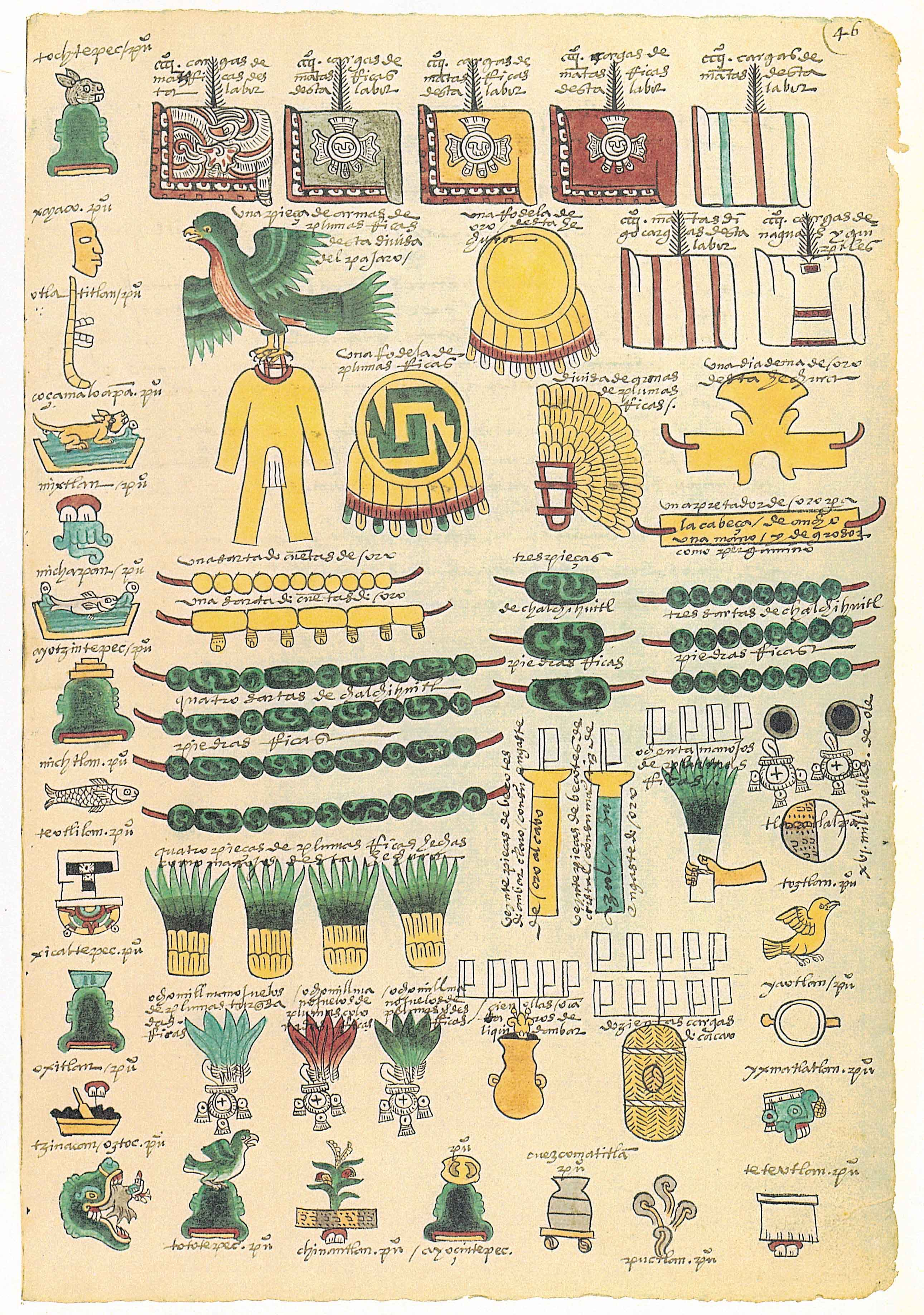
Folio 46 faţă
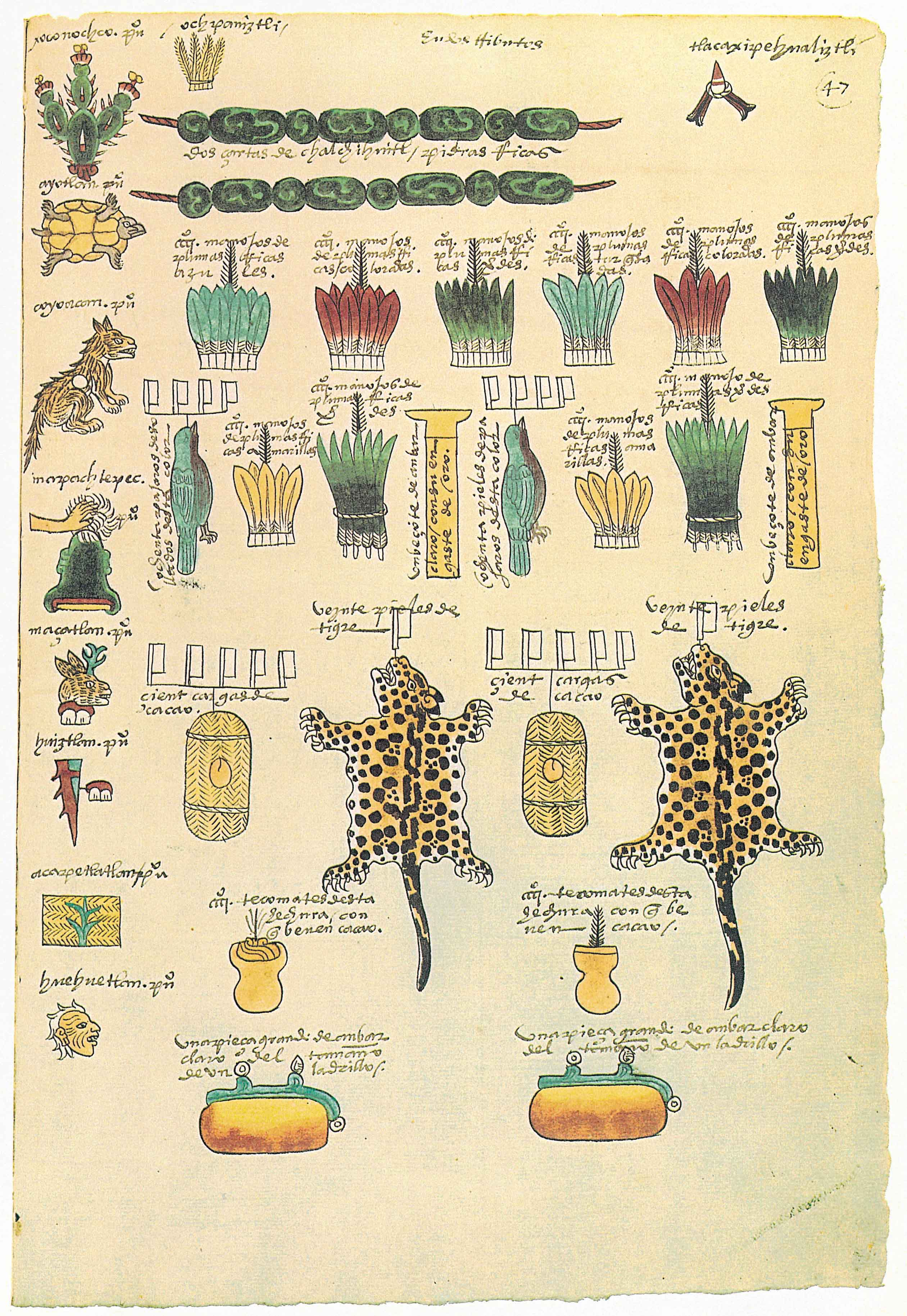
Folio 47 faţă
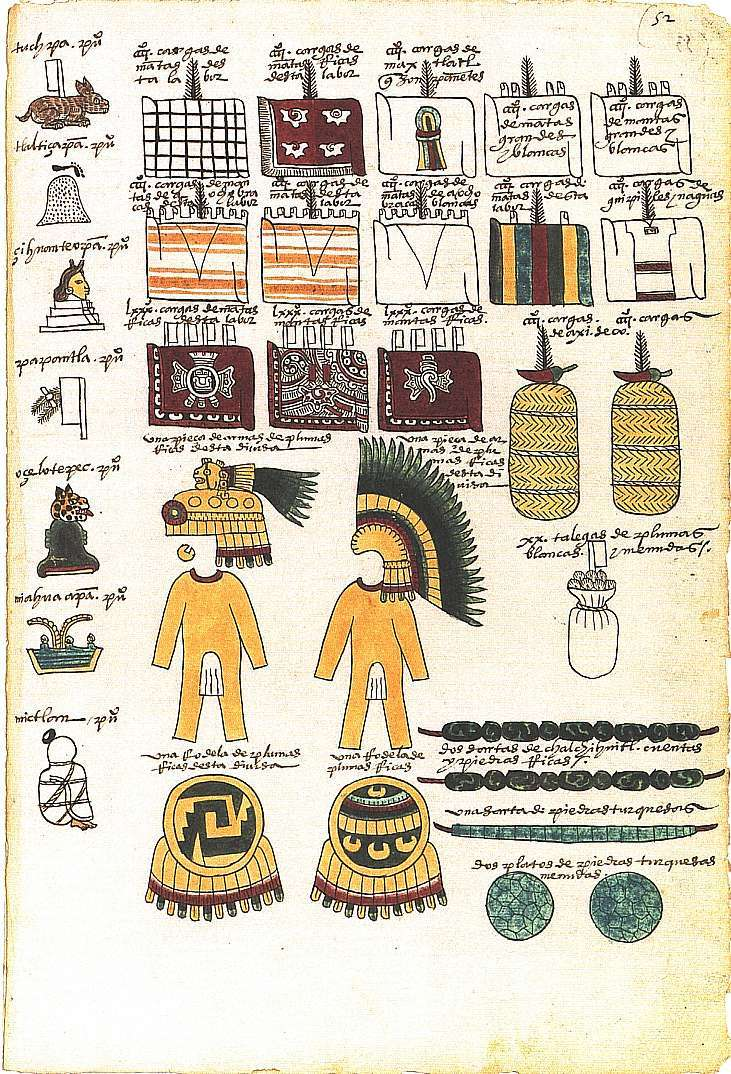
Folio 52 faţă

### Secțiunea a III-a

#### Galerie
- Folio 60 faţă
Pedepse şi muncile unor copii de 11-14 ani.
- Folio 61 faţă
(top) Un băiat de 15 ani la începe pregătirea de militar sau preoţie. 
(jos) O fată de 15 ani se căsătorește.
- Folio 64 faţă
(top) Îndatoririle şi drepturile preoţilor începători .
(jos) Rangurile atribuite războinicilor.
- Folio 65 faţă
(top) Rangurile atribuite preoţilor-războinici.
(jos) Ofiţeri imperiali.
- Folio 67 faţă
(top) Războinici în misiune de cercetare pe timp de noapte a unui oraș în vederea pregătirii unui atac.
(mijloc) Negocieri după capitulare.
(jos) Comandanţi de rang înalt.
- Folio 69 faţă
Palatul lui Montezuma al II-lea.